# Saropogon hudsoni
Saropogon hudsoni là một loài ruồi trong họ Asilidae. Saropogon hudsoni được Hutton miêu tả năm 1901. Loài này phân bố ở miền Australasia.